# Lluís Nicolau i d'Olwer
Lluís Nicolau i d'Olwer (Barcelona, 20 de gener de 1888 - Mèxic, 24 de desembre de 1961) fou un polític i escriptor català. Regidor de l'Ajuntament de Barcelona, posteriorment fou diputat al Congrés dels Diputats i Ministre d'Economia del govern republicà (1931).

## Biografia
Fill del notari Joaquim Nicolau i Bujons (+1910) i d'Anna d'Olwer, d'ascendència irlandesa. L'any 1904 estudià Filosofia i Lletres, a la Universitat de Barcelona, amb professors il·lustres com ara Antoni Rubió i Lluch, Ramon d'Abadal i de Vinyals o Ferran Valls i Taberner.
A la darreria de 1917 Nicolau publicà Literatura Catalana. Perspectiva General, la primera història de la nostra literatura escrita íntegrament en català. Durant el curs 1933 i 1934 s'incorporà a la Universitat de Barcelona, on impartí classes de llengua i literatura llatina medieval.
Morí el 24 de desembre de 1961 durant el seu exili a Mèxic.

## Activitat política
El 1918 era nomenat membre de l'Institut d'Estudis Catalans i era escollit regidor de l'Ajuntament de Barcelona per la Lliga Regionalista.
Nicolau s'incorporà a la Comissió de Cultura, on impulsà una sèrie de projectes vinculats al moviment de renovació pedagògica, en col·laboració amb Rosa Sensat i Vila i Jaume Bofill i Mates, com ara l'Escola del Bosc i l'Escola del Mar entre d'altres.
El 1922 fundà el partit catalanista Acció Catalana i col·laborà amb La Publicitat. Aquell mateix any la República Francesa li concedí la Legió d'Honor. Aquest mateix any exerceix com a professor de l'Escola de Bibliotecàries de la Mancomunitat de Catalunya, dirigida per Eugeni d'Ors, i com a professor de la Universitat de Barcelona.
El 1923 Nicolau ingressà a la Unió Acadèmica Internacional. Entre els anys 1926 i 1931, apartat de la política per la repressió de la dictadura de Primo de Rivera i exiliat el 1930, es dedicà intensament a l'estudi i la publicació. Aquells anys veurien la llum L'Expansió de Catalunya en la Mediterrània oriental, El pont de la mar blava (Premi Concepció Rabell el 1929), Resum de literatura catalana, Paisatges de la nostra història i La lliçó de la dictadura.
Col·laborador de Palestra, organització juvenil de caràcter nacionalista català, s'implicà en la caiguda de la monarquia alfonsina, i el 14 d'abril de 1931, en proclamar-se la República a Espanya, Niceto Alcalá-Zamora l'incorporà al seu govern provisional com a ministre d'economia i el 17 d'abril formà part de la delegació que es reuneix amb el president Macià per restablir la Generalitat de Catalunya, en lloc de la República Catalana dins d'una federació de pobles ibèrics proclamada per Macià.
També l'any 1931, participà en la creació d'Acció Catalana Republicana, fruit de la fusió d'Acció Catalana amb Acció Republicana de Catalunya, i en fou nomenat president.
Diputat electe a les corts espanyoles els anys 1931 i 1936, va destacar per la seva defensa de l'Estatut d'Autonomia. El 1933 presidí l'Ateneu Barcelonès i Manuel Azaña el nomenà per a presidir la delegació espanyola a la Conferència Econòmica i Monetària Mundial de Londres. El 1935 participà, com a cap de la representació catalana, en la Comissió Mixta de Traspassos Govern - Generalitat.
A les eleccions de febrer del 1936, Nicolau obtenia el major nombre de vots d'un diputat a Barcelona, i revalidava així el seu escó de diputat a Corts. Poques setmanes després era nomenat governador del Banc d'Espanya. Des d'aquest càrrec va haver d'avalar mesures que no compartia, com el trasllat de l'or espanyol a França i la Unió Soviètica, i la requisa de les reserves del Banc d'Espanya per atendre les despeses d'armament i material de guerra.
A començaments de 1939 abandonà Catalunya, camí de l'exili, i s'establí a París, on es va ocupar de l'ajut als refugiats des de la presidència de la Junta d'Auxili als Republicans Espanyols (JARE). Les pressions del general Franco feren que el govern del mariscal Petain l'empresonés al penal de Cusset. Malgrat tot, fou alliberat el 1943 i retornà a París el mateix any. Pocs mesos després era novament detingut per la Gestapo, que l'envià a la presó de Fresnes. Alliberat contra tot pronòstic gràcies a l'amistat d'un zelador alsacià, l'octubre del 1945 marxà cap a Mèxic. Al cap d'uns mesos fou nomenat ambaixador de la República Espanyola a aquell país, i també va ocupar el càrrec de ministre sense cartera al govern a l'exili que va constituir José Giral entre l'agost de 1945 i el gener de 1947. El 1946, es casava amb Palma Guillén, diplomàtica mexicana que l'havia ajudat a fugir de França.
El 1951 presidí els Jocs Florals de Nova York i el 1952 a Tolosa de Llenguadoc.

## Obra
Malgrat que la seva producció literària fou més aviat escassa, sobretot si es compara amb la seva ingent activitat política, Nicolau d'Olwer és considerat un escriptor de finíssima expressió, de delicada sensibilitat i amb un enorme coneixement de la tradició hel·lènica, llatina i medieval catalana i mediterrània. Fruit d'aquest bagatge intel·lectual, mereixen ser destacades les següents obres literàries:
- Literatura catalana. Perspectiva general (1917)
- L'expansió de Catalunya en la Mediterrània Oriental (1926)
- El pont de la mar blava (1928).[12] (Publicat per Adesiara editorial, Martorell, 2017).
- Paisatges de la nostra història (1929)
- Caliu: records de mestres i amics (1958)[13]
- Cronistas de las culturas precolombinas (1963)
- Pere Abelard, un humanista del segle XII (2015)[14]